# Rick Berman
Richard Keith Berman (New York, 25 december 1945) is een Amerikaanse televisieproducent. Hij was uitvoerend producent van onder meer verschillende Star Trek-series en films, waarmee hij de opvolger van Gene Roddenberry werd als hoofd van de mediafranchise, totdat Star Trek: Enterprise in 2005 werd stopgezet.

## Werkzaamheden
Berman is van verschillende series uitvoerend producent of coproducent geweest, waaronder van The Big Blue Marble. 1984 ging hij bij Paramount werken en was hij betrokken bij shows als Cheers, MacGyver en Webster. Hij is echter het bekendst geworden door zijn werk bij Star Trek.

### Star Trek
In 1987 selecteerde Gene Roddenberry Berman en Maurice Hurley om te helpen met het maken van Star Trek: The Next Generation. Omdat Roddenberry's gezondheid achteruitging, nam Berman steeds meer taken van hem over. Vanaf het derde seizoen van The Next Generation was hij uitvoerend producent van de serie.
Tijdens zijn werkzaamheden bij The Next Generation werkte hij ook mee aan Star Trek: Deep Space Nine met Michael Piller. Nadat The Next Generation stopte ging hij verder als coproducent van Star Trek: Voyager, samen met Piller en Jeri Taylor.
Na Voyager, in 2001, werkte hij als coproducent aan Star Trek: Enterprise met Brannon Braga. In deze periode was hij ook hoofdproducent van vier films over The Next Generation. Hij werd in de aftiteling vermeld voor zowel zijn werk als producent en als schrijver. In 2006, een jaar na het stopzetten van Enterprise, kondigde hij aan dat hij niet langer meer betrokken zou zijn bij de productie van Star Trek.

## Overige informatie
Rick Berman trouwde in 1980. Met zijn vrouw heeft hij twee zoons en een dochter.